# Thomas Grainger-Stewart
Thomas Grainger-Stewart, britanski general, * 1896, † 1979.